# James McEwan
Pour les articles homonymes, voir McEwan.
James McEwan est un céiste américain né le 24 septembre 1952 et mort le 14 juin 2014.

## Biographie
James McEwan dispute l'épreuve du skiff aux Jeux olympiques d'été de 1972 de Munich et remporte la médaille bronze.